# Glenwood (Iowa)
Glenwood és una població dels Estats Units a l'estat d'Iowa. Segons el cens del 2000 tenia 5.358 habitants.

## Demografia
Segons el cens del 2000, Glenwood tenia 5.358 habitants, 1.863 habitatges, i 1.276 famílies. La densitat de població era de 798,7 habitants/km².
Dels 1.863 habitatges en un 36,1% hi vivien nens de menys de 18 anys, en un 52,5% hi vivien parelles casades, en un 12,9% dones solteres, i en un 31,5% no eren unitats familiars. En el 27,5% dels habitatges hi vivien persones soles el 12,1% de les quals corresponia a persones de 65 anys o més que vivien soles. El nombre mitjà de persones vivint en cada habitatge era de 2,54 i el nombre mitjà de persones que vivien en cada família era de 3,09.
Per edats la població es repartia de la següent manera: un 26,3% tenia menys de 18 anys, un 8,8% entre 18 i 24, un 30,2% entre 25 i 44, un 21,7% de 45 a 60 i un 12,9% 65 anys o més.
L'edat mediana era de 36 anys. Per cada 100 dones de 18 o més anys hi havia 91 homes.
La renda mediana per habitatge era de 39.682 $ i la renda mediana per família de 46.555 $. Els homes tenien una renda mediana de 29.918 $ mentre que les dones 24.368 $. La renda per capita de la població era de 15.790 $. Entorn del 6,8% de les famílies i el 9,5% de la població estaven per davall del llindar de pobresa.

## Poblacions més properes
El següent diagrama mostra les poblacions més properes.